# Jaded Heart
I Jaded Heart sono un gruppo hard rock tedesco formato nel 1990 dal cantante Michael Bormann e suo fratello, il chitarrista Dirk Bormann insieme al bassista Michael Müller e il batterista dei Mad Max, Axel Kruse.

## Formazione

### Formazione attuale
- Johan Fahlberg - voce
- Peter Östros  - chitarra
- Masa Eto - chitarra
- Michael Müller- bassista
- Bodo Stricker - batteria

### Ex componenti
- Michael Bormann - voce
- Dirk Bormann - chitarra
- Axel Kruse - batteria

## Discografia

### Album in studio
- 1994 - Inside Out
- 1996 - Slaves and Masters
- 1998 - Mystery Eyes
- 1999 - IV
- 2002 - The Journey Will Never End
- 2004 - Trust
- 2005 - Helluva Time
- 2007 - Sinister Mind
- 2009 - Perfect Insanity
- 2012 - Common Destiny
- 2014 - Fight the System
- 2016 - Guilty by design

### Compilation
- 2001 - Diary 1990-2000
- 2013 - Live in Cologne